# Igreja Matriz da Golegã
A Igreja Matriz da Golegã, também conhecida como Igreja de Nossa Senhora da Conceição, situa-se no centro da vila da Golegã. Esta igreja, datada do século XVI, constitui um dos mais emblemáticos e mais bem conservados exemplares do estilo manuelino, merecendo especial destaque o seu magnífico portal. A igreja é Monumento Nacional desde 1910.

## História
A igreja actual foi construída na primeira metade do século XVI, substituindo uma pequena igreja paroquial gótica que existia neste local. A obra foi parcialmente custeada pela Coroa, tendo o restante ficado a cargo dos moradores. A este facto, não terá sido alheio o grande interesse manifestado por D. Manuel I pela vila, beneficiando das suas frequentes estadias em Almeirim, não muito longe da Golegã. O apreço do rei é muito evidente na própria arquitectura da igreja, pois os seus símbolos pessoais – o escudo real e a esfera armilar – encontram-se colocados em vários pontos do edifício. O rei chegou mesmo a visitar pessoalmente a vila, momento no qual ficou determinada a campanha manuelina de construção do novo templo. Ao que tudo indica, esta campanha teve a intervenção directa de Diogo Boitaca, arquitecto régio que interveio no Mosteiro dos Jerónimos. Em 1530, Filipa Caldeira, mulher de Fernão Lourenço, é sepultada na capela-mor da igreja.

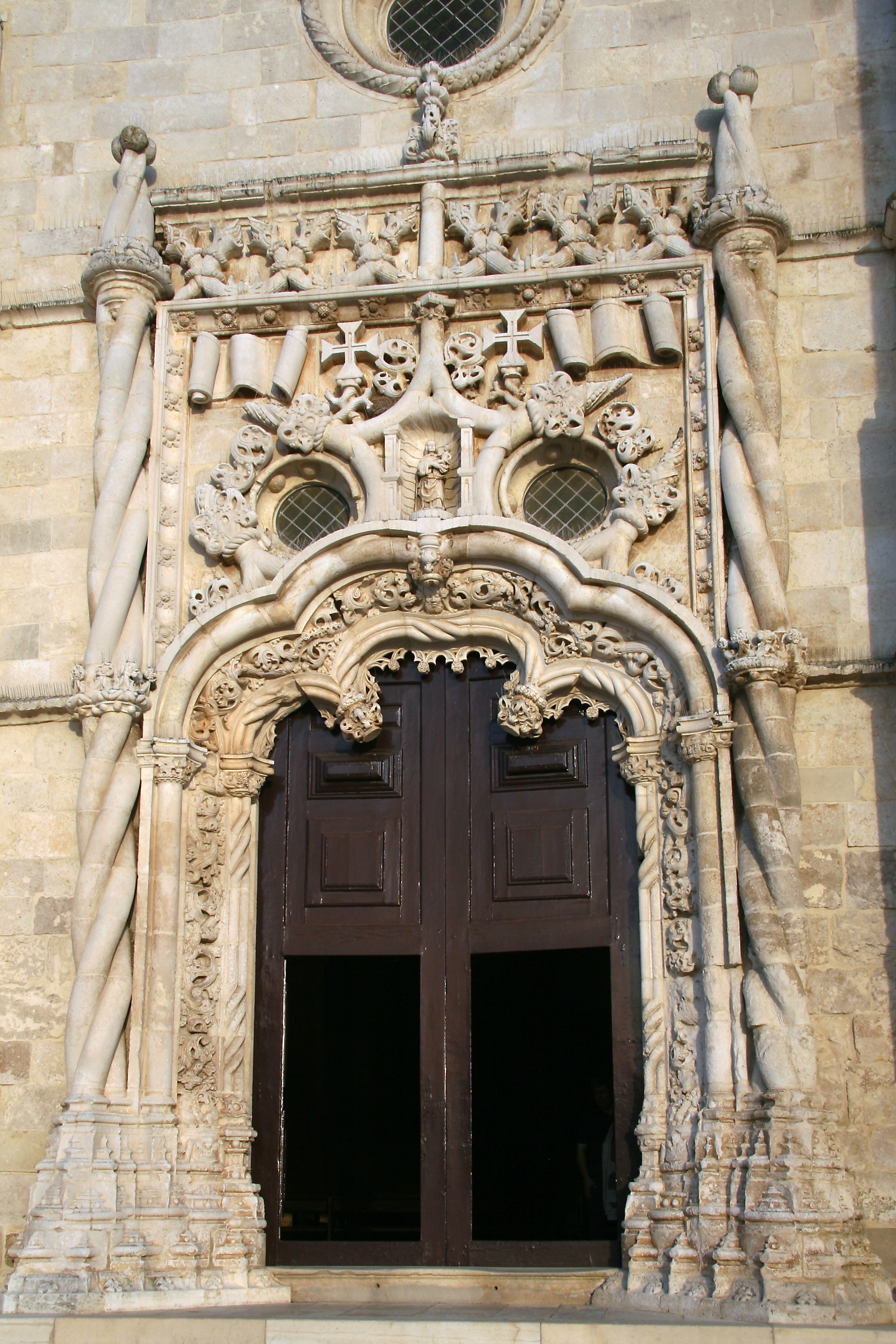
Pórtico principal, em estilo manuelino.

No século XVIII, é construído um anexo ao lado sul da abside, entaipando e mutilando parte da janela. Este anexo viria a ser demolido já no século XX, sendo então restabelecida a configuração inicial da janela. Ainda no decorrer do século XVIII, foi acrescentado um piso à torre sineira, com uma nova cobertura exterior em domo, e foram executados os altares laterais, com retábulos de madeira, e o revestimento azulejar da capela-mor. Nesta campanha de obras, foi também construído o coro-alto, ocupando o primeiro tramo das naves, foi destruído o púlpito manuelino, sendo substituído por outro de balcão cilíndrico com balaústres de madeira, ornatos florais e pintura marmoreada, foi elevado o pavimento interior e desaterrado o adro.
As intervenções levadas a cabo nos anos 30 e 40 do século XX procuraram recuperar o aspecto manuelino original do templo. Desta forma, foi demolida a dependência adossada ao lado sul da abside, tendo sido reconstruída a janela do mesmo lado. As pedras do púlpito manuelino foram então encontradas nos destroços deste anexo, o que veio a possibilitar a sua reconstrução. O altar da capela-mor foi apeado, juntamente com os quatro altares laterais e com o coro-alto, todos peças características do barroco e, como tal, considerados inestéticos. No lugar do altar-mor, foi aplicado sobre a parede um painel de azulejos, proveniente da Igreja da Graça de Santarém. Os travejamentos e os telhados foram apeados e reconstruídos na sua totalidade, de forma a melhor respeitarem o carácter do edifício. Os pináculos da abside foram também eles reconstruídos. O pavimento da igreja foi rebaixado e revestido com lajes, enquanto que o piso do adro foi elevado, desfazendo portanto a intervenção setecentista. Finalmente, foi apeado o piso superior da torre sineira, juntamente com o seu domo barroco, tendo sido substituídos pelo actual coruchéu prismático, baseado no da Igreja de São João Baptista de Tomar.

## Arquitectura e Arte Sacra
A igreja é um vasto edifício, constituído por um corpo de três naves e por uma abside rectangular contrafortada. A estrutura do edifício revela fortes influências dos templos característicos do gótico mendicante, nomeadamente no que diz respeito à cobertura das naves em madeira, à cobertura abobadada da cabeceira, à existência de clerestório e à altura diferenciada das naves.
A fachada principal, de empena de bico, encontra-se hoje assimétrica em relação à primitiva organização tripartida, devido à torre sineira quadrangular adossada ao lado sul. A torre encontra-se organizada em registos separados por cornijas de mísulas, terminando num elevado coruchéu prismático, elemento que foi reintegrado no restauro do monumento na década de 40 do século XX. A fachada principal é composta por três panos, divididos por contrafortes de andares, rematados em pináculos decorados. Junto ao óculo, figuram as armas manuelinas e a esfera armilar.
A frontaria enquadra um magnífico pórtico manuelino, que apresenta arcos policêntricos bordados de cairéis, e está enquadrado numa composição rectangular, delimitando um alfiz, sendo ladeado por dois gigantes torsos, rematados por pináculos. Um renque de motivos estilizados (alcachofras) sobrepuja a série de cruzes de Cristo e fitas onduladas do tímpano, que é enquadrado por um nicho rendado que alberga uma imagem de pedra, representando a Virgem. O frontão é rompido por dois botaréus de cunho gótico, decorados de cogulhos. Nas bases das ombreiras do portal, admiram-se duas cartelas seguras por anjos, com uma inscrição em gótico. Na base de um dos pés da ombreira direita, está embutido um dragão, de influência oriental.
As paredes laterais são rasgadas por janelas, algumas delas em arco polilobado com decoração de rosetas e pares de volutas, inferiormente rematados por feixes de romãs. Os remates destas paredes são em cornija denteada sob beiral. A cabeceira apresenta contrafortes de andares na ligação com o corpo da igreja, a meio dos panos laterais e nos cunhais, sendo estes últimos rematados por pináculos decorados com pequenos cogulhos. O pano da abside é rasado por uma janela em arco pleno, de dois lumes divididos em cruz. O corpo da sacristia adossa-se a poente.
O interior revela a pura traça manuelina dos princípios de quinhentos, sendo constituído por três naves de cinco tramos, de arcaria ogival irrompendo dos pilares formados por quatro colunas enfaixadas. Estes pilares apresentam capitéis decorados com troncos entrançados, enquanto que as paredes contêm mísulas com decoração de troncos enrolados e rosetas. A nave central é iluminada pelo clerestório, composto por duas janelas em arco pleno da cada lado. À entrada do templo, admira-se um lanço de escadaria com troncos entrançados. O púlpito é de cálice circular bem lavrado e tem cartelas legendadas em gótico, ostentando o pequeno fuste uma rendada fita anelar.

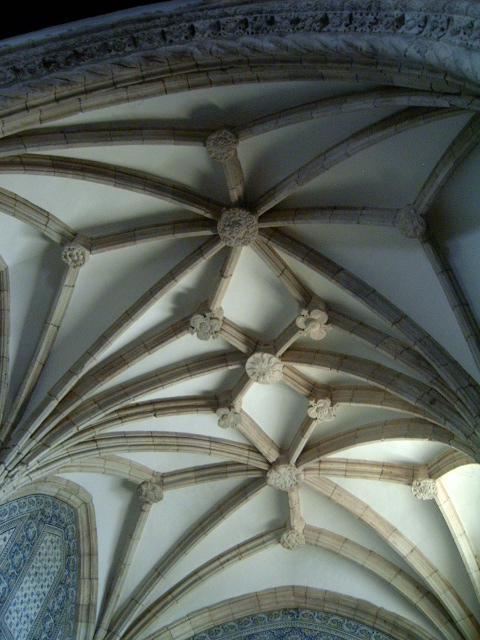
Abóbada polinervada do tecto da capela-mor.

O arco do triunfo, quebrado com um pequeno conopial no fecho, é formado por várias arquivoltas, uma das quais de toros enroscados com folhagem e bagas. As bases são facetadas com anéis assentes em plintos, quadrangulares, cujos vértices são esculpidos com pequenas volutas e com uma figura animal deitada, à direita, e uma flor, à esquerda. As colunas são rematadas por capitéis esculpidos com elementos vegetalistas, admirando-se um tronco de videira com cachos de uvas e um caule de aboboreira florido. O arco é ladeado por dois altares, colocados sobre plataformas de degraus com mesas revestidas de azulejos hispano-árabes de aresta, sendo a parede de fundo revestida com azulejos enxaquetados verdes e brancos, encimados por mísulas.
O arco triunfal dá acesso à capela-mor, cuja cobertura é de abóbada de nervuras, artesoada e estrelada, com fechos decorados com bocetes vegetalistas. Esta abóbada apoia em meias-colunas, com capitéis igualmente vegetalistas. As paredes laterais da capela-mor são forradas por azulejos setecentistas azuis e brancos, figurando O Lava-Pés, A Última Ceia e Os Evangelistas. A parede do fundo é revestida por um painel, também de azulejos azuis e brancos, no qual figura A Visão de Santa Rita. Esta composição resultou de uma readaptação de parte de um painel proveniente da Igreja da Graça de Santarém. O altar, sobre plataforma, é revestido por azulejos hispano-árabes de aresta. Do lado da epístola, sobre uma mísula de troncos e rosetas, está colocada uma imagem setecentista de madeira, representado o orago. O templo alberga ainda uma escultura de pedra do século XVI, representando S. Miguel Arcanjo. Do lado do evangelho, abre-se uma janela em arco pleno mainelado, dividido ao meio, cuja arquivolta é decorada com um entrançado de troncos. No pavimento da capela-mor, encontram-se colocadas duas tampas de sepultura epigrafadas. Na sacristia, é possível admirar um lavabo de pedra e um painel de azulejos azuis e brancos, com letreiro.